# Vadim Kirpitchenko
Vadim Alekseïevitch Kirpitchenko (en russe : Вадим Алексеевич Кирпиченко), né le 25 septembre 1922 à Koursk et mort le 3 décembre 2005, est un ancien haut dignitaire du KGB de l'URSS, général-lieutenant du KGB. 
- De 1991 au 1997 occupait le poste du chef de groupe des consultants auprès du Directeur du SVR.
- Premier adjoint au Directeur de la Première direction générale du KGB (des renseignements extérieurs, devenue le Service des renseignements extérieurs de la Fédération de Russie) de 1979 à 1991.
- Directeur de la Direction "S" (les "illégaux") de 1974 à 1979 (remplacé par Youri Drozdov).

Vadim Kirpitchenko a été décoré par 54 ordres et médailles, dont l'ordre de Lénine, la plus haute distinction soviétique.